# Pogonofobia

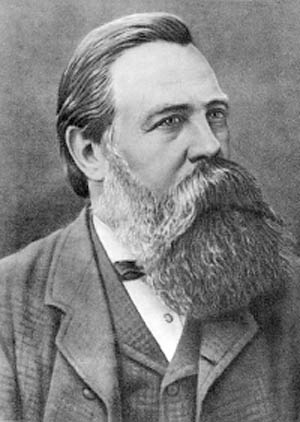
El teórico político alemán Friedrich Engels solía utilizar una barba completa.

La pogonofobia (del griego: πώγων [pogon] ‘barba’) es la aversión irracional a las barbas.
Este término se ha utilizado, por lo menos desde 1851, para describir el pavor que algunas personas sufren como resultado de ver una barba. Dicha condición puede inducirse: en la década de 1920, el psicólogo estadounidense John B. Watson logró que un niño temiera a las barbas mediante el uso de técnicas de condicionamiento clásico pavloviano.